# Clarisse Agbégnénou
Clarisse Agbégnénou (Rennes, 25 d'octubre de 1992) és una judoka francesa que competeix en la categoria de pes semi mitjà (actualment -63Kg). Ha participat en 3 Olimpíades, guanyant 5 medalles (3 d'or). A més, ha guanyat 9 medalles (9 d'or) en els Campionats del Món i 8 medalles (5 d'or) en els Campionats d'Europa.
Es va graduar a HEC Paris.

## Trajectòria professional
| Jocs Olímpics     | Jocs Olímpics                    | Jocs Olímpics | Jocs Olímpics |
| Any               | Indret                           | Medalla       | Categoria     |
| ----------------- | -------------------------------- | ------------- | ------------- |
| 2016              | Rio de Janeiro ( Brasil)         | 2             | –63 kg        |
| 2020              | Tòquio ( Japó)                   | 1             | –63 kg        |
| 2020              | Tòquio ( Japó)                   | 1             | Equips mixt   |
| 2024              | París ( França)                  | 3             | -63 kg        |
| 2024              | París ( França)                  | 1             | Equips mixt   |
| Campionat Mundial |                                  |               |               |
| Any               | Indret                           | Medalla       | Categoria     |
| 2010              | Tòquio ( Japó)                   | 1a ronda      | -63 Kg        |
| 2011              | París ( França)                  |               |               |
| 2013              | Rio de Janeiro ( Brasil)         | 2             | –63 kg        |
| 2014              | Txeliàbinsk ( Rússia)            | 1             | –63 kg        |
| 2015              | Astanà ( Kazakhstan)             | 2             | –63 kg        |
| 2017              | Budapest ( Hongria)              | 1             | –63 kg        |
| 2018              | Bakú ( Azerbaidjan)              | 1             | –63 kg        |
| 2019              | Tòquio ( Japó)                   | 1             | –63 kg        |
| 2021              | Budapest ( Hongria)              | 1             | –63 kg        |
| 2023              | Doha ( Qatar)                    | 1             | -63 kg        |
| 2024              | Abu Dhabi ( Emirats Àrabs Units) | 3             | -63 kg        |
| Jocs Europeus     |                                  |               |               |
| Any               | Indret                           | Medalla       | Categoria     |
| 2015              | Bakú ( Azerbaidjan)              | 3             | –63 kg        |
| 2019              | Minsk ( Belarús)                 | 1             | –63 kg        |
| Campionat Europeu |                                  |               |               |
| Any               | Indret                           | Medalla       | Categoria     |
| 2012              | Txeliàbinsk ( Rússia)            | 3             | –63 kg        |
| 2013              | Budapest ( Hongria)              | 1             | –63 kg        |
| 2014              | Montpeller ( França)             | 1             | –63 kg        |
| 2015              | Bakú ( Azerbaidjan)              | 3             | –63 kg        |
| 2018              | Tel-Aviv ( Israel)               | 1             | –63 kg        |
| 2019              | Minsk ( Belarús)                 | 1             | –63 kg        |
| 2020              | Praga ( Txèquia)                 | 1             | –63 kg        |
| 2023              | Montpeller ( França)             | 7a posició    | -63 kg        |
| 2025              | Podgorica ( Montenegro)          | 2             | -63 kg        |
| 2025              | Podgorica ( Montenegro)          | 5a posició    | Equips mixt   |